# آلباکونازول
آلباکونازول (انگلیسی: Albaconazole) (کد توسعه UR-9825) یک ضد قارچ تری آزول تجربی است که فعالیت بالقوه در طیف گسترده‌ای دارد. این دارو شماری از آنزیم‌های کبدی CYP450 را مسدود می‌کند. همچنین به عنوان یک عامل ضد تک یاخته (آنتی پروتوزوآل) مورد مطالعه قرار گرفته است.